# Toshima, Tokyo
Toshima (豊島区 (Phong Đảo khu) Toshima-ku) là một trong 23 khu đặc biệt của Tokyo, Nhật Bản.
Tính đến năm 2020, khu có dân số là 301.185 người và mật độ 23.150 người/km². Trong số cư dân nước ngoài, người Trung Quốc chiếm 56%, người Triều Tiên 20% và sau đó là người Philippines.

## Lịch sử
Toshima được thành lập vào năm 1932 qua sự sáp nhập của bốn thị xã, Sugamochō, Nishi-sugamochō, Takadachō, và Nagasakichō. Đây vốn là đất ven thành, gom vào Tokyo khi chính quyền khuếch trương diện tích thành phố.
Từ một huyện ngoại thành thời Edo chuyên nghề nông, Toshima chuyển mình trong một thế kỷ thành một khu phố thương mại đô thị ngày nay sau khi nhà chức trách cho xây tuyến xe lửa vào triều Đại Chính.

## Kinh tế
Seiyu Group có trụ sở chính tại Toshima. Libro, một chuỗi nhà sách, có trụ sở chính tại Toshima.
Năm 1956 Asatsu Inc thành lập trụ sở chính tại Meijiro, Toshima. Trong tháng 5 năm 1967, công ty chuyển tới trụ sở Shinbashi, Minato.